# Tractat de Lunéville
El  Tractat de Lunéville  es va signar el 9 de febrer de 1801 a Lunéville entre França i el Sacre Imperi Romanogermànic per José Bonaparte i Luis, Comte de Cobentzel, respectivament.

## Context
L'exèrcit austríac havia estat derrotat per Napoleó a la batalla de Marengo el 14 de juny de 1800, i per Jean Victor Moreau en la batalla de Hohenlinden el 3 de desembre del mateix any. Forçats a demanar la pau, van signar aquest com un més d'una sèrie de tractats.

## Acords
El tractat declarava que « d'ara endavant i per sempre, hauria pau, amistat i bona entesa ». El tractat requeria al mateix temps d'Àustria el reforçament de les condicions de l'anterior Tractat de Campo Formio (27 d'octubre de 1797). Certs territoris austríacs a Alemanya van passar a mans franceses, alhora que l'Emperador renunciava a les seves reclamacions sobre el Sacre Imperi Romà. El control francès es va estendre al marge esquerre del Rin «en completa sobirania», mentre renunciava a la possessió dels territoris a l'est del Rin. Les fronteres en disputa d'Itàlia van ser definides, reservant per a Àustria l'antiga  Terraferma  veneciana des del riu Adigio, el lliurament del Gran Ducat de la Toscana el fill del duc de Parma segons el que preveu l'tractat de Sant Ildefons, sent compensat el Gran duc amb possessions alemanyes, al duc de Mòdena també li va ser prevista una compensació en Breisgau per la pèrdua del seu ducat. Els dos partícips del tractat van acordar la independència de les repúbliques Batava, Cisalpina, Helvètica i Lígur.

## Repercussions
Aquest tractat, al costat del tractat de Florència entre França i Nàpols, el de Madrid entre França i Portugal, i de París entre França i Rússia, va marcar la fi de la Segona Coalició, i va deixar el Regne Unit com a única nació encara en guerra amb França. el 1802 la signatura de la pau d'Amiens entre França i Regne Unit portaria la pau a Europa.
Àustria tornaria a entrar en guerra amb França en la guerra contra la Tercera Coalició a partir de 1805.